# Honda CB-1
Die Honda CB-1 (Code NC27) ist ein unverkleidetes Motorrad des japanischen Herstellers Honda. Es gab zwei Baureihen, 1989 und 1990, die sich nur geringfügig unterscheiden. Im letzten Baujahr wurde das Modell für den japanischen Markt leicht überarbeitet, so bekam es zum Beispiel einen Edelstahlauspuffkrümmer.

## Technik
Der flüssigkeitsgekühlte 4-Takt-Vierzylindermotor mit einem Hubraum von 399 cm³ und einer Leistung von 42 kW (57 PS) ist weitgehend baugleich mit dem der Honda CBR 400RR „Babyblade“. Die frühen Baujahre der CB-1 tragen daher den Motorcode NC23E, der dem Code der CBR entspricht. Der Motorcode der späteren Modelle beginnt mit NC27E. Die beiden Nockenwellen werden über Zahnräder angetrieben. Das Getriebe hat sechs Gänge, die Sekundärübersetzung beträgt 15/41. Das Fahrwerk besteht aus 41 mm Telegabeln vorne ohne Verstellmöglichkeit sowie einer Kastenschwinge mit Monofederbein hinten. Der Rahmen ist ein Stahlrohr-Brückenrahmen mit angeschweißtem Heckrahmen. Die Dreispeichen-Gussräder haben einen Durchmesser von 17 Zoll. Am Vorder- und Hinterrad gibt es je eine Scheibenbremse. Der Tankinhalt beträgt 11,5 Liter, das Trockengewicht 183 kg. Offiziell wurde die CB-1 in den USA und Kanada verkauft. Für Kalifornien gab es eine besondere Version mit einem Sekundärluftsystem.

## Vertrieb
Die etwa 1800 in Deutschland verkauften CB-1 waren ursprüngliche California-Modelle, das heißt, sie hatten das Sekundärluftsystem, wurden aber für Deutschland über Blenden im Ansaugkanal auf 50 PS gedrosselt. Einige wenige sind jedoch mit Tachometeraufklebern über die Hondahändler verkauft worden. Es handelte sich um Versionen, die auch weltweit auf dem Markt waren. Ansonsten wurden in Deutschland vorwiegend „graue“ CB-1 verkauft, da das Modell offiziell nicht zum Vertrieb in Deutschland angeboten wurde.
Ab 1991 wurde sie offiziell auch von Honda Europe angeboten.